# Paul Heinrich Wilhelm Schnaase
Paul Heinrich Wilhelm Schnaase (kurz P. H. W. Schnaase; getauft 18. Februar 1790 in Danzig, Polnisch-Preußen; † 31. Januar 1855 in Danzig, Provinz Preußen, Königreich Preußen) war ein deutscher Kaufmann, Bibliothekar und Schriftsteller in Danzig.

## Leben
Der Vater Paul Gottlieb Schnaase (1762–1814) war Kaufmann in Danzig, die Mutter war Henriette Schnaase. Der Bruder Carl wurde Kunsthistoriker, der Bruder Eduard Prediger und Kirchengeschichtsautor.
Paul Heinrich Wilhelm Schnaase übernahm als ältester Sohn mit dem Bruder Friedrich das Unternehmen P. Schnaase & Sohn, das vor allem mit Wein handelte und eigene Schiffe besaß. Das Kontor befand sich in der Großen Wollwebergasse 1985. 1822 wurde Paul Heinrich Wilhelm Schnaase Mitglied der Korporation der Kaufmannschaft in Danzig.
1827 gründete er im Geschäftshaus eine Leihbibliothek für Zeitungen und belletristische Literatur. In diesem Jahr gab er auch die erste Zeitschrift Der Gesprächige heraus und wurde Mitglied des Stadtrats. Spätestens seit 1830 führte der Bruder Friedrich das Handelsunternehmen als F. Schnaase & Sohn allein weiter.

## Ehe und Nachkommen
Paul Wilhelm Heinrich Schnaase war mit Johanna Wilhelmine von Weickhmann (* 1802), der Tochter eines Danziger Kommerzienrat, seit 1821 verheiratet. Die beiden hatten mehrere Kinder, die Ehe wurde später geschieden.
- Paul Heinrich Adolf Schnaase (* 1822)
- Johanna Pauline Schnaase (1823–1847)
- Rosalie Henriette Wilhelmine Schnaase (* 1826)

## Schriftstellerisches Schaffen
P. H. W. Schnaase gab zwei Zeitschriften heraus und veröffentlichte mehrere Romane, darunter eine Nachdichtung aus dem Polnischen und dem Englischen.
Zeitschriften
- Der Gesprächige (...), 1827–1829, Literaturzeitschrift, die zweimal wöchentlich erschien, mit Beiträgen von Willibald Alexis, u. a.
- Danziger Dampfwagen, 1835 (als Gegenstück zum Danziger Dampfboot)